# Mikel Alonso López
Mikel Alonso López (Bilbao, 1973) es un investigador y académico español especializado en neurociencia y comportamiento. Es empresario, conferenciante y escritor. Ha publicado numerosos artículos científicos y libros de divulgación.

## Desarrollo académico y de investigación
Tras su licenciatura en Informática por la Universidad de Deusto (1997) y el posterior  Master en Gestión de la Comunicación por la Escuela de Organización Industrial de Madrid (EOI), trabajó en los departamentos de marketing de Ericsson, Telefónica y Microsoft. A partir de 2006 se diplomó en Empresariales y Estudios Avanzados por la Universidad Complutense (UCM). En 2013 se doctoró en la Facultad de Ciencias Económicas y Empresariales tras la lectura de la tesis “La influencia de los mecanismos reguladores de las emociones en las decisiones de compra en hombres: un estudio con resonancia magnética funcional por imagen”, financiada por la cátedra de la Liga Nacional de Fútbol Profesional de la UCM.
Desde 2007 ha ejercido como profesor asociado o contratado en diversas universidades y escuelas de negocio españolas como la Universidad Complutense de Madrid, Universidad Carlos III, Universidad Nacional de Educación a Distancia, Universidad Europea y en ESIC. Además, ha participado en la acreditación de títulos universitarios oficiales con la Fundación Madrid+d en la Comunidad de Madrid. Está acreditado como Profesor Contratado Doctor y Profesor de Universidad Privada por ANECA. 
Como investigador es uno de los principales referentes en cuanto a Neuromarketing y comportamiento del consumidor a nivel nacional e internacional. Ha publicado decenas de artículos académicos en revistas indexadas y asistido como ponente a numerosos congresos científicos como Aemark, Cuiciid, o Marketing Trends, entre otros. Es conferenciante en Thinking Heads y Tuset Eventos, Master en psicología aplicada al deporte y coach especialista en hipnosis ericksoniana.

## Empresario
En 2019 fundó la firma Brain Data Company, orientada a la previsión, modelización y modificación del comportamiento humano. Destaca entre sus distintos servicios la aplicación de neurociencia y psicología en el deporte, trabajando con futbolistas, y equipos de élite tanto en la Liga Nacional de Fútbol Profesional de España como en Europa. También aplica neurociencia para la ayuda y desarrollo personal, destacando su solución Freemind que permite abandonar el tabaquismo. Otra de sus líneas de trabajo es el neuromarketing, en el que se brindan servicios de formación y consultoría a empresas, mediante Neuromarketing School y Brainterpreter.

## Publicaciones

### Artículos académicos destacables
- Alonso López M. "A comparative study of the perceived visual attractiveness level of hotel websites using the eye-tracking technique" (2020). African Journal of Hospitality, Tourism and Leisure, Volume 9(2).
- Alonso M., García, G. "Perceived visual appeal of web pages. Case study in hotels Using the eye tracking technique" (2018). ESIC Market.
- Alonso López M. "Hipótesis del marcador somático: Revisión de presencia en experimentos de comunicación, y áreas cerebrales relacionadas, utilizando resonancia magnética funcional por imagen (fMRI)". (2017). Marketing Trends Congress-2017.

### Libros de divulgación
- La influencia de los mecanismos reguladores de las emociones en la toma de decisión de compra en hombres: un estudio con resonancia magnética funcional por imagen (2015, Editorial Grin).
- El Rol de las Emociones en el Consumidor (2016, Editorial Grin).
- El poder del Neuromarketing: Que la fuerza te emocione (2021, Editorial Pirámide).
- Dejar de fumar con neurociencia (2022, Editorial Amazon KDP).
- El cerebro optimista (2023, Editorial Urano)